# Arkdale (Wisconsin)
Arkdale es un lugar designado por el censo ubicado en el condado de Adams en el estado estadounidense de Wisconsin. En el Censo de 2010 tenía una población de 158 habitantes y una densidad poblacional de 27,47 personas por km². Está situado sobre el curso medio del río Wisconsin. 

## Geografía
Arkdale se encuentra ubicado en las coordenadas 44°1′34″N 89°53′10″O / 44.02611, -89.88611. Según la Oficina del Censo de los Estados Unidos, Arkdale tiene una superficie total de 5.75 km², de la cual 5.55 km² corresponden a tierra firme y (3.47%) 0.2 km² es agua.

## Demografía
Según el censo de 2010, había 158 personas residiendo en Arkdale. La densidad de población era de 27,47 hab./km². De los 158 habitantes, Arkdale estaba compuesto por el 98.73% blancos, el 0% eran afroamericanos, el 0% eran amerindios, el 0% eran asiáticos, el 0% eran isleños del Pacífico, el 0.63% eran de otras razas y el 0.63% pertenecían a dos o más razas. Del total de la población el 4.43% eran hispanos o latinos de cualquier raza.